# 君=花
「君＝花」（きみはな）は、pigstarの2枚目のシングル。2008年4月23日にフロンティアワークスから発売された。

## 概要
前作「軽気球と勿忘草」から約1年3ヶ月ぶりのリリースであり、2008年1作目のシングル。
表題曲「君＝花」は、テレビアニメ『純情ロマンチカ』のオープニングテーマとして起用された。なお、グループの楽曲がテレビアニメの主題歌として起用されるのは初。また、2009年に台湾で限定発売された『ground 0 + plus』（ミニ・アルバム『ground 0』にシングル曲2曲を追加し、ジャケットも変更したもの）に収録された。

## 批評
CDジャーナルは、「爽やかな開放感に満ちたメロディ、直球のメッセージが胸に迫るポップロックであり、ボーカルの硬質な唄声がカジュアルなギター音を新鮮に響かせている。」と批評した。

## 収録曲
（全作詞・作曲：関口トモノリ）
1. 君＝花
編曲：pigstar
  - テレビアニメ『純情ロマンチカ』オープニングテーマ
2. gore
編曲：渡辺貴行
3. 君＝花（Instrumental）
4. gore（Instrumental）